# Alderson (Oklahoma)
Alderson è una città della Contea di Pittsburg, in Oklahoma. La popolazione al censimento del 2000 era di 261 persone residenti.